# Paraguaios
Paraguaios (em castelhano Paraguayo) são um grupo étnico, nacionalidade e um povo da América Latina, dado a quem nasce no país sul-americano da República do Paraguai, tendo como línguas oficiais o espanhol e guarani, tendo como grupos étnicos relacionados: Argentinos, bolivianos, colombianos, brasileiros e uruguaios, sendo 65% mestiços, 31% brancos e 3% de outras origens..